# Knoptoren

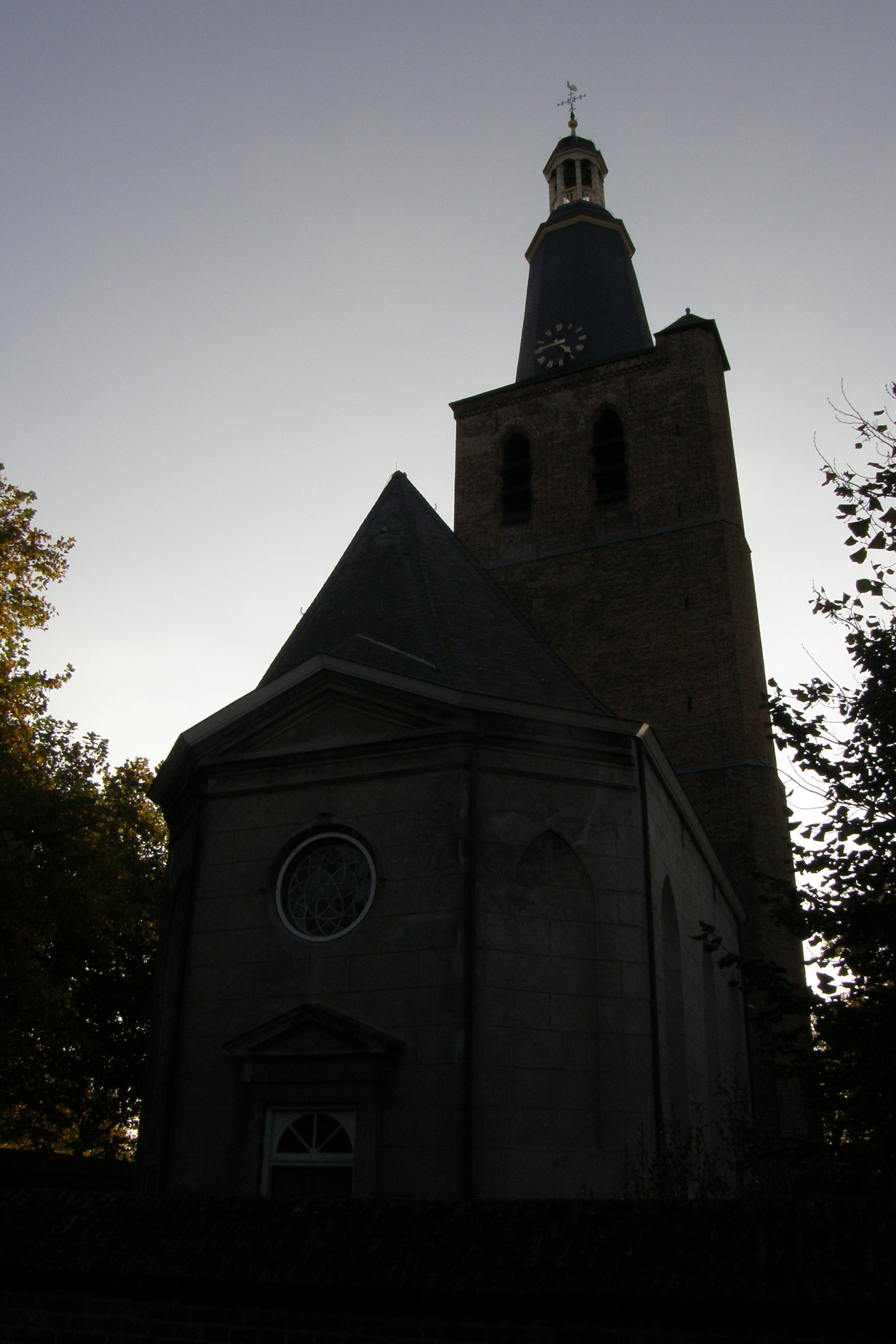
Hervormde kerk te Eerschot

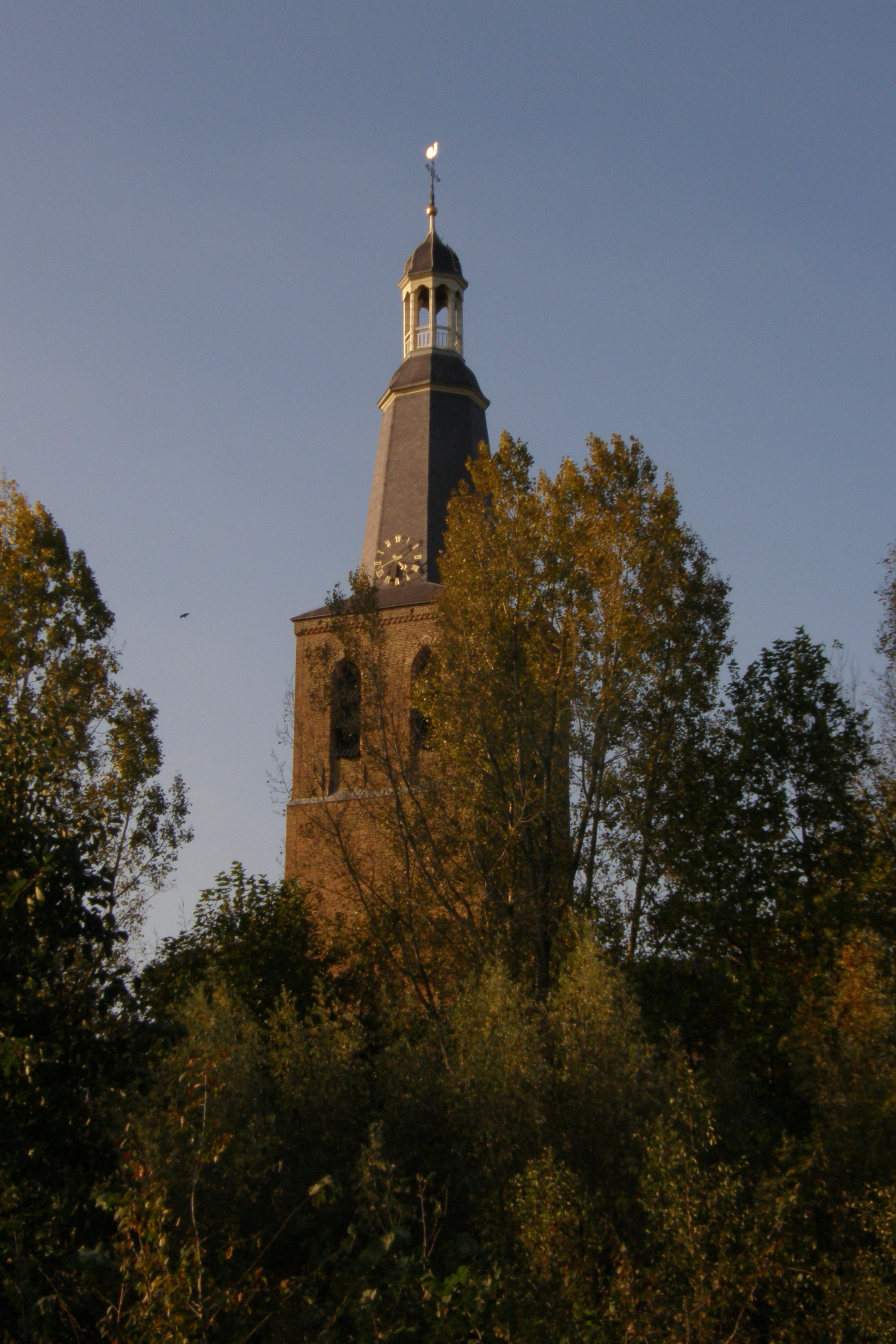
Knoptoren

De Knoptoren in de wijk Eerschot (Sint-Oedenrode) wordt nog steeds zo genoemd, al is hij zijn knop reeds kwijt vanaf de beruchte storm van 9 november 1800. De toren werd in de eerste decennia van de 15e eeuw gebouwd aan de R.K. parochiekerk van Sint-Maarten. Dit blijkt uit een akte van 1444, waarin sprake is van de nieuwe toren onder Eerschot. Tegen de Knoptoren staat de Knoptorenkerk.

## Rampen
Genoemde storm was niet de eerste ramp, die de Knoptoren trof. In 1583 bij de inval van de Staatse troepen, tijdens de Tachtigjarige Oorlog, werden kerk en toren in de as gelegd. Alleen de stenen romp bleef staan. Op een afbeelding van 1590 staat de toren nog steeds afgebeeld zonder spits. Ten tijde van een rustige periode in de oorlog (het Twaalfjarig Bestand) werd een knop of peer op de toren gezet, die een vadem groot was. Een vadem is zes voet lang. Het is niet bekend of de toren voor 1583 ook een knop had. Cornelis Rossems had de leiding bij het herstel. Naar hem is dan ook een straat genoemd. Zijn naam stond gebeiteld in de dwarsbalk van de knop met het jaartal 1608.

## Vrede van Münster
Veertig jaar later viel de Vrede van Münster. De Tachtigjarige Oorlog was ten einde. De afkondiging had plaats bij de Knoptoren. De Rooise gilden waren present en er werden pektonnen aangestoken. De vreugde om de Vrede was echter van korte duur. Het werd al snel duidelijk, dat het tevens het begin was van een ware kerkvervolging. Nog in hetzelfde jaar hield Nicolaas Vogelius (Vogels) zijn eerste preek als dominee. De katholieken moesten de Sint-Maartenskerk en ook de Sint-Odakerk verlaten. Priesters moesten het dorp uit en 150 jaar lang werd het noordelijk deel van het hertogdom Brabant een soort missiegebied. De zesde predikant was van Nouhuys. Hij wilde niet in de oude pastorie bij de Knoptoren wonen, maar betrok Stompershoek nabij de Markt, een oude dokterswoning, die voortaan dienst ging doen als Hervormde pastorie. Dat was in 1741. In dat jaar gingen de hervormden om de andere week ook de Oda-kerk gebruiken.

## De Franse tijd
Op 17 september 1794 trok een Frans leger onder aanvoering van generaal Pichegru Sint-Oedenrode binnen. Ook de Sint-Maartenskerk werd voor de legering van soldaten en paarden gebruikt. Ze stookten tijdens de winter alle kerkmeubelen op. Later trokken de Fransen met hun leuzen "Vrijheid, Gelijkheid en Broederschap" over de grote rivieren. Stadhouder Willem V vluchtte naar Engeland. De Republiek der Zeven Verenigde Nederlanden had opgehouden te bestaan. Er kwam vrijheid van godsdienst en dit had tot gevolg dat de meeste kerken van Brabant aan de katholieken werden teruggegeven. In Sint-Oedenrode ontstond een felle strijd: immers, er waren twee kerken en "Den Haag" vond, dat protestanten en katholieken elk een kerk mochten hebben. Echter, inmiddels had bovengenoemde storm van 9 november van het jaar 1800, de zware knop van de toren op het kerkdak doen vallen, waardoor grote vernielingen werden aangericht.

## De verdeling
Geen van beide kerkgenootschappen wilde voor de kosten opdraaien. Men koos voor de Odakerk, die de storm had doorstaan. Uiteindelijk heeft de Tweede Kamer moeten beslissen: het grootste kerkgenootschap kreeg gelijk. De katholieken betrokken de Odakerk en de hervormden bleven in de Martinuskerk, die dus half in puin lag. Door de regen ging de kalk van de pilaren en werden schilderingen zichtbaar: aan elke pilaar een der apostelen met ieder een der 12 artikelen.

## Sloop en herbouw
De Hervormde Gemeente was niet in staat het grote kerkgebouw geheel te handhaven. Het grootste deel werd gesloopt. Ook het hoge priesterkoor, dat niets geleden had. Het reikte tot bij de tegenwoordige tuinhaag voor het huis nabij het Dommelbruggetje. De knop op de toren werd niet herbouwd. Het werd een lantaarn, zoals die nu nog te zien is. Het plateau in deze lantaarn is 2.65 m. in doorsnee. De hele spits is ongeveer 30 meter hoog en het metselwerk 32 meter. De muren zijn onder 2.20 meter dik. De torenmuren verspringen zowel aan de buitenkant als aan de binnenzijde en worden naar boven steeds dunner. De achterste zes pilaren, aan elke kant van het middenschip drie, liet men staan. Daartussen kwamen de nieuwe buitenmuren van het kleine kerkje, dat de hervormden lieten bouwen. Het kwam klaar in 1808. Van de buitenmuren liet men een gedeelte staan, zodat men binnen die oude muren van de katholieke kerk een kerkhof voor de hervormden kon aanleggen. Het priesterkoor is echter helemaal gesloopt. Het kerkhof werd in 1836 met een muur afgesloten, waarin een poort toegang geeft tot het kerkhof. In 1871 was de Knoptoren bijna afgebrand door blikseminslag, maar door krachtdadig blussen, waarbij emmertjes water vanuit de Dommel aan elkaar werden doorgegeven tot aan de toren, werd erger voorkomen. Daar werden ze met touwen omhooggehesen en door luiken naar binnen gehaald, in het kleine perspompje gegoten en zo werd het begin van de brand geblust.

## De tegenwoordige tijd
In 1926 is de Knoptoren gerestaureerd en dat gebeurde opnieuw in de jaren 1958-1959. Alle acht stijlen van de lantaarn bleken inwendig grotendeels weggerot. In de toren hingen drie klokken, die in 1942 door de Duitsers werden meegenomen. Na de bevrijding is de grootste klok teruggevonden en weer in de Knoptoren opgehangen. Als men door de poort op het kerkhof kijkt, ziet men de vroegere toegangsdeur naar de hervormde kerk. Deze is niet meer in gebruik, want sinds de laatste restauratie van het kerkje in 1968-1969 is de toegang van de kerk weer via de toren, zoals dat in de tijd voor 1808 het geval was.
De Knoptoren is eigendom van de burgerlijke gemeente, wat te zien is aan het gemeentewapen boven de ingang. De Knoptorenkerk is sinds 2009 eigendom van de Stichting Knoptorenkerk die de ruimte verhuurt voor bijzondere gelegenheden als vergaderingen, huwelijken, kerkdiensten, muziekuitvoeringen etc.